# Захарин Гривев
Захарин Михайлов Гривев е български олимпиец, участвал в състезанията по ски бягане в зимните олимпийски игри в Кортина д'Ампецо през 1956 г.

## Биография
Роден е на 21 януари 1931 година. Участва в състезанията на 15 и 30 km ски бягане на седмите зимни олимпийски игри, провели се в Кортина д'Ампецо през 1956 година. Завършва 54-ти от 62-ма участници на 15 километра и 44-ти от 54 участници на 30 километра. 